# Сікорчик тибетський
Сікорчик тибетський (Leptopoecile sophiae) — вид горобцеподібних птахів родини довгохвостосиницевих (Aegithalidae).

## Етимологія
Вид Leptopoecile sophiae названо на честь російської імператриці Марії Олександрівни, дружини Олександра II, одне з імен якої було Софія.

## Поширення
Вид займає майже круговий ареал, що починається від Тянь-Шаня на крайньому південному сході Казахстану і оточує пустелю Такла-Макан, йде через Тибетське плато і схили Гімалаїв, і сягає аж до Ганьсу, а звідси до Сичуаню.

## Опис

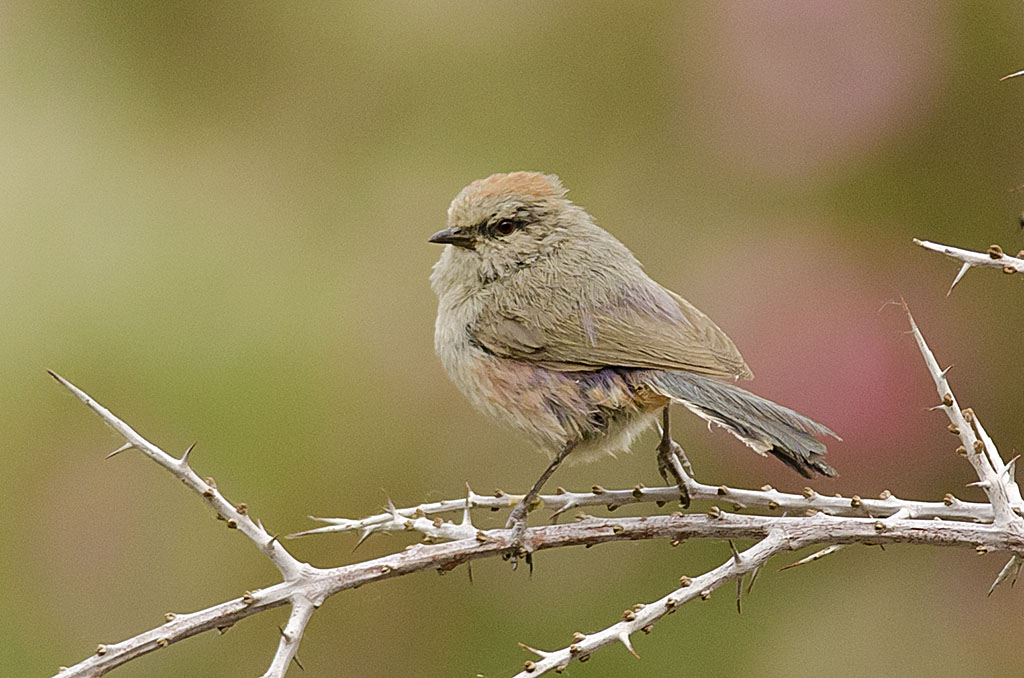
Самиця

Дрібний птах завдовжки 8,5-10 см, вагою 6-8 г. Тіло пухке з великою сплющеною головою, коротким конічним дзьобом, короткими загостреними крилами та довгим квадратним хвостом. У самців маківка голови та боки тіла рожево-червоні, щоки і горло пурпурові, шия, спина, крила і хвіст сіро-блакитного забарвлення (з синіми металевими відбитками на потилиці і по боках на шиї, а також на вусах, брови і черево попелясто-сірі. У самиць в забарвленні переважає сірувато-коричневий колір на голові та спині (з сильними помаранчевими відтінками на лобі та вершині), в той час як нижня частина тіла тяжіє до сіруватого кольору, з помаранчевими відтінками на боках та череві.

## Спосіб життя
Живе серед заростів чагарників та у підліску світлих лісів. Трапляється парами або невеликими сімейними зграями. Проводить більшу частину часу у пошуках поживи серед чагарників. Живиться комахами, павуками та іншими дрібними безхребетними, зрідка ягодами і насінням. Сезон розмноження триває з середини травня до кінця липня. Моногамні птахи. Самиці будує мішкоподібне гніздо з лишайників і павутиння серед гілок кущів. У гнізді 2-5 яєць. Інкубація триває близько двох тижнів. Через 20 днів пташенята вже вчаться літати, але самостійними стають ще дерез 15 днів.